# Dimetra
Dimetra  é um gênero botânico da família Oleaceae, encontrado na Tailândia.

## Espécies
- Dimetra craibiana

## Nome e referências
Dimetra Kew Bull 1938